# Football Club Torinese 1899
Questa voce raccoglie le informazioni riguardanti il Football Club Torinese nelle competizioni ufficiali della stagione 1899.

## Stagione
Il Torinese partecipò al suo secondo campionato, venendo eliminato nell'eliminatoria piemontese dalla Ginnastica Torino.

## Divise
La maglia utilizzata per gli incontri di campionato era a strisce verticali oro-nero.
| Manica sinistra · Manica sinistra · Maglietta · Maglietta · Manica destra · Manica destra · Pantaloncini · Calzettoni |

## Organigramma societario
Area direttiva
- Presidente:
- Vice-presidente: Alfonso Ferrero de Gubernatis Ventimiglia

Area tecnica
- Allenatore: Alfonso Ferrero de Gubernatis Ventimiglia

## Rosa[1]
| N. |                   | Ruolo | Calciatore       |
| -- | ----------------- | ----- | ---------------- |
|    | Italia (bandiera) | D     | Uberto Cagnassi  |
|    | Italia (bandiera) | D     | Marcello Colongo |
|    | Italia (bandiera) | D     | Carlo Nasi       |

| N. |                     | Ruolo | Calciatore                                |
| -- | ------------------- | ----- | ----------------------------------------- |
|    | Germania (bandiera) | D     | Franz Josef Schönbrod                     |
|    | Italia (bandiera)   | A     | Alfonso Ferrero de Gubernatis Ventimiglia |

## Calciomercato
| Acquisti | Acquisti | Acquisti | Acquisti |
| R.       | Nome     | da       | Modalità |
| -------- | -------- | -------- | -------- |

| Cessioni | Cessioni                      | Cessioni | Cessioni      |
| R.       | Nome                          | a        | Modalità      |
| -------- | ----------------------------- | -------- | ------------- |
| D        | Lionello Hierschel de Minerbi |          | fine carriera |
| D        | Carlo Montù                   |          | fine carriera |
| A        | Michele Ceriana Mayneri       |          | fine carriera |

## Risultati

### Campionato Italiano di Football

#### Eliminatoria piemontese
| Arbitro: | Savage (Torino) |

|   |           |  |
| ? | Marcatori |  |

## Statistiche

### Statistiche di squadra
| Competizione                    | Punti | In casa | In casa | In casa | In casa | In casa | In casa | In trasferta | In trasferta | In trasferta | In trasferta | In trasferta | In trasferta | Totale | Totale | Totale | Totale | Totale | Totale | DR |
| Competizione                    | Punti | G       | V       | N       | P       | Gf      | Gs      | G            | V            | N            | P            | Gf           | Gs           | G      | V      | N      | P      | Gf     | Gs     | DR |
| ------------------------------- | ----- | ------- | ------- | ------- | ------- | ------- | ------- | ------------ | ------------ | ------------ | ------------ | ------------ | ------------ | ------ | ------ | ------ | ------ | ------ | ------ | -- |
| Campionato Italiano di Football | 0     | 0       | 0       | 0       | 0       | 0       | 0       | 1            | 0            | 0            | 1            | 0            | 2            | 1      | 0      | 0      | 1      | 0      | 2      | -2 |

### Statistiche dei giocatori
| Giocatore                            | Campionato Italiano di Football | Campionato Italiano di Football |
| Giocatore                            | Presenze                        | Reti                            |
| ------------------------------------ | ------------------------------- | ------------------------------- |
| U. Cagnassi                          | 0                               | 0                               |
| M. Colongo                           | 0                               | 0                               |
| A. Ferrero de Gubernatis Ventimiglia | 1                               | 0                               |
| C. Nasi                              | 1                               | 0                               |
| F. J. Schönbrod                      | 0                               | 0                               |